# Museu Postal d’Andorra

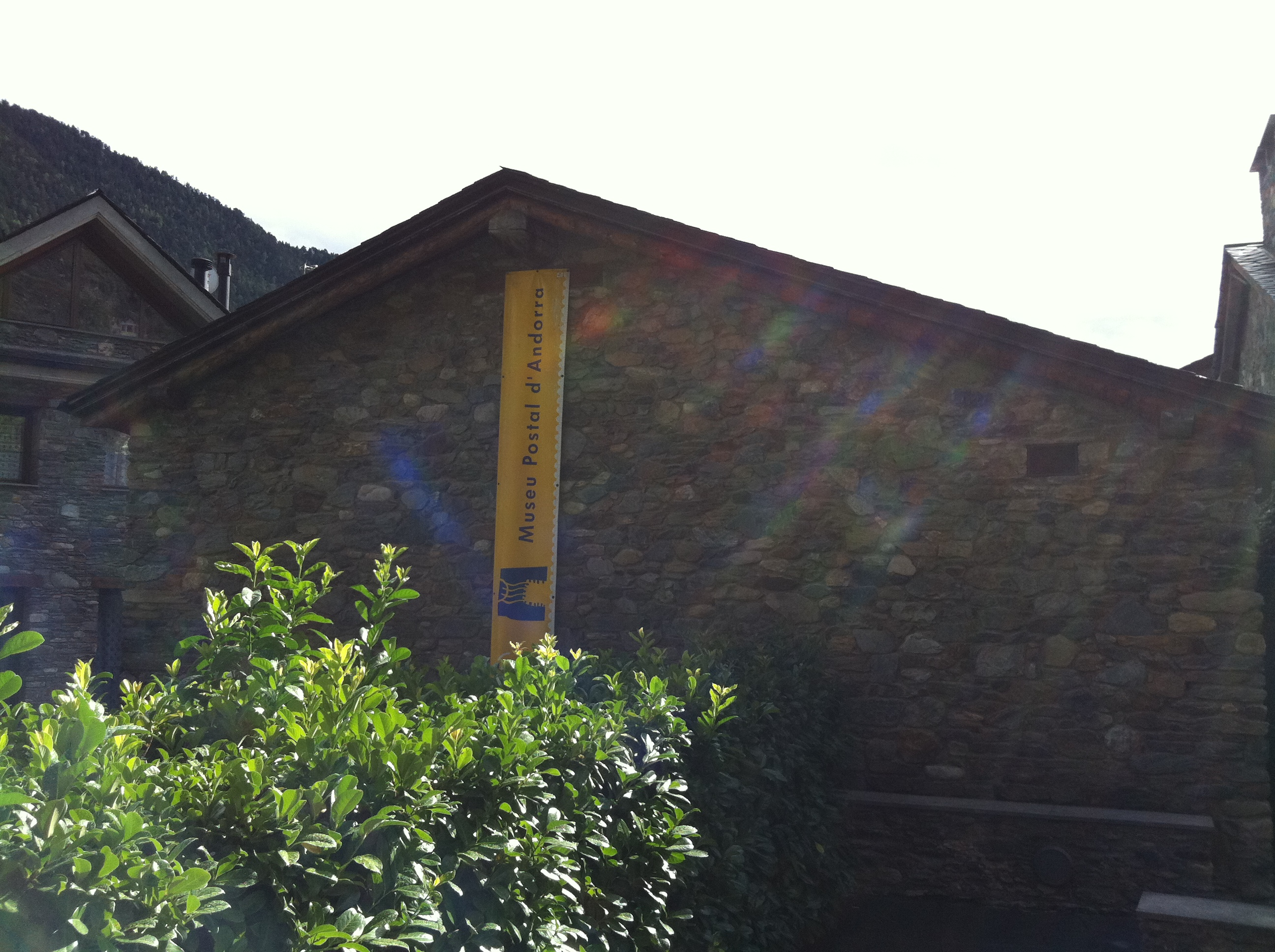
Postmuseum Andorra

Das Museu Postal d’Andorra ist ein Postmuseum in Ordino im Fürstentum Andorra.

## Geschichte
Die Entwicklung der Postdienste in Andorra ist eng mit der Geschichte des Landes verknüpft und hat zu der veränderten Lebensweise in den Tälern Andorras beigetragen.
Das heutige Postmuseum im Gebäude Casa d’Areny-Plandolit ist Nachfolger des früheren Museums für Postwesen, das sich unter dem Dach der Casa de la Vall befand. Das Postmuseum dokumentiert die Wechselwirkungen, die sich zwischen dem Fortschreiten der telekommunikatorischen Entwicklungen und den Lebensbedingungen der Menschen Andorras von 1928 bis heute ereignet haben. Es zeigt auf didaktische und interessante Weise das philatelistische Kulturerbe Andorras. 

## Trivia
Die Post innerhalb Andorras war bis 2008 kostenlos. Briefe ins Ausland werden über die französische oder die spanische Post abgewickelt. Im Jahr 2004 wurden in Andorra Postleitzahlen eingeführt.